# يوحنا ريتشاردسون
يوحنا ريتشاردسون (بالإنجليزية: John Richardson)‏ (5 فبراير 1949 في المملكة المتحدة - 1 فبراير 1984) هو لاعب كرة قدم بريطاني في مركز الدفاع. لعب مع نادي برينتفورد ونادي فولهام ونادي ميلوول ودالاس تورنايدو ونادي ألدرشوت ونادي هيلينغدون بورو.

## وصلات خارجية
- يوحنا ريتشاردسون على موقع قاعدة بيانات كرة القدم.إي يو (الإنجليزية)